# Morro Reuter
Morro Reuter est une ville brésilienne de la mésorégion métropolitaine de Porto Alegre, capitale de l'État du Rio Grande do Sul, faisant partie de la microrégion de Gramado-Canela et située à 56 km au nord de Porto Alegre. Elle se situe à une latitude de 29° 32′ 19″ sud et à une longitude de 51° 06′ 53″ ouest, à 475 m d'altitude. Sa population était estimée à 5 599 en 2007, pour une superficie de 88 km2. L'accès s'y fait par les BR-116 et RS-873.
La municipalité est située dans la Serra Gaúcha.
Le territoire de l'actuelle commune fut colonisé par des Allemands à partir de 1828. Aujourd'hui, 80 % de la population y est d'ascendance germanique.
Son économie se développe autour des secteurs primaire et secondaire.

## Villes voisines
- Picada Café
- Santa Maria do Herval
- Sapiranga
- Dois Irmãos
- Ivoti
- Presidente Lucena